# Długie (Strzelce Krajeńskie)
Długie (výslovnost: [ˈdwuɡjɛ], německy Dolgen) je ves a letovisko v severozápadním Polsku v gmině (správní jednotce) Strzelce Krajeńskie, v okrese Strzelce-Drezdenko, v Lubušském vojvodství. Leží na šíji mezi jezery Lipie a Długie a v blízkosti Słowského jezera, u silnice č. 22, asi 10 km severovýchodně od města Strzelce Krajeńskie a 10 km jihozápadně od Dobiegniewa. Nejbližším větším městem je Gorzów Wielkopolski, vzdálený 34 kilometrů jihozápadně.

## Administrativně-historické začlenění
Długie se nachází asi deset kilometrů severovýchodně od města Strzelce Krajeńskie (německy Friedeberg) na historickém území Nové marky (Neumark, 14. stol. - 1938), někdejší součásti Svaté říše římské národa německého, po roce 1815 Pruska, Německého císařství a Německé říše (1871-1945), na pomezí Braniborska, Poznaňska, Západního Pruska a Pomořanska.
Do roku 1945 patřila obec Dolgen do okresu Friedeberg in Neumark, od roku 1816 do roku 1938 do správního okresu Frankfurt nad Odrou v pruské provincii Braniborsko, od října 1938 do roku 1945 pak do správního okresu Grenzmark Posen-Západní Prusko v provincii Pomořansko.
Roku 1945 přešel Dolgen pod polskou správu. V letech 1946-75 patřil už jako Długie do okresu (župy, powiatu) Strzeleckého (Krajeńského), součásti III. obvodu (Západní Pomořansko) do (velkého) Poznaňského vojvodství, od roku 1950 pak pod nově vytvořené Zelenohorské vojvodství. V administrativním uspořádání platném v letech 1975–1998 obec patřila do Gorzówského vojvodství. Od roku 1999 je součástí okresu Strzelce-Drezdenko v Lubušském vojvodství.

## Historie
Okolní zalesněné a bažinaté území bylo po vytlačení germánských kmenů v 8. až 10. století osídlováno západoslovanským kmenem Pomořanů. Ve 12. století postupně přišlo o nezávislost a dostalo se pod vliv polských Piastovců. V následujícím století připadlo k askánovskému Braniborsku jako Nová marka (Neumark) a bylo christianizováno a postupně zgermanizováno.
Jméno místa je slovanského původu, bylo převzato od jezera Dolgje (Dlouhé), zmiňovaného v listinách již ve 2. polovině 13. století. Ves byla zničena v důsledku vpádu Władysława Łokietka do Braniborska v roce 1326 a ještě v roce 1337 byla považována za opuštěnou. Ve středověku byla osada malým panstvím, údajně vzniklým spojením čtyř ovčích farem. Podle lenního úpisu sepsaného ve Friedebergu byl opuštěný Feldmark Dolge v roce 1499 v držení rodu von Bornstedtů sídlících ve Woldenbergu. V roce 1608 byla zmíněna vesnice Dolgen jako nově postavená, vlastnili ji Bornstedtové spolu s Markusem von Billerbeck. V 17. století připadla rodu von Wreech. Během třicetileté války, v roce 1627, byl Wilhelm von Wreech ze svého dvora vyhnán a okraden. V roce 1644 Gotfriedem, synem Markuse von Billerbecka se vrátil do majetku rodiny Billerbecků. V roce 1718 zboží držel Johann Friedrich von Bornstädt. Na začátku 19. století patřilo panství rodině von Sack a poté přešlo sňatkem na kapitána von Brand ze sousedního panství Lauchstädt (Ługi). V roce 1823 se majitelkou stala vdova von Brand, rozená von Schack. Od roku 1828 patřily statky v Długie a v Ługách dvornímu komorníkovi Adolfu Ernestu von Brandovi a poté berlínskému kanovníkovi Gustavu Erdmannovi Kamilu von Brand. V roce 1907 byl vlastníkem půdy Adolf von Brand; posledním majitelem před rokem 1945 pak byl Ingo von Brand.
Ke konci druhé světové války byl region na jaře 1945 obsazen Rudou armádou a poté na základě na základě spojeneckých dohod z jaltské konference dán pod polskou správu. V následujícím období byli zbylí němečtí obyvatelé Dolgenu odsunuti, vesnice se vrátila k historickému jménu Długie.

##### Držitelé obce Dolgen/Długie

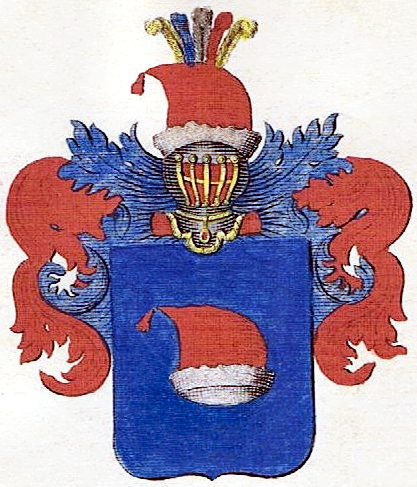
Erb slezsko-pomořanské větve rodu Bornstädtů
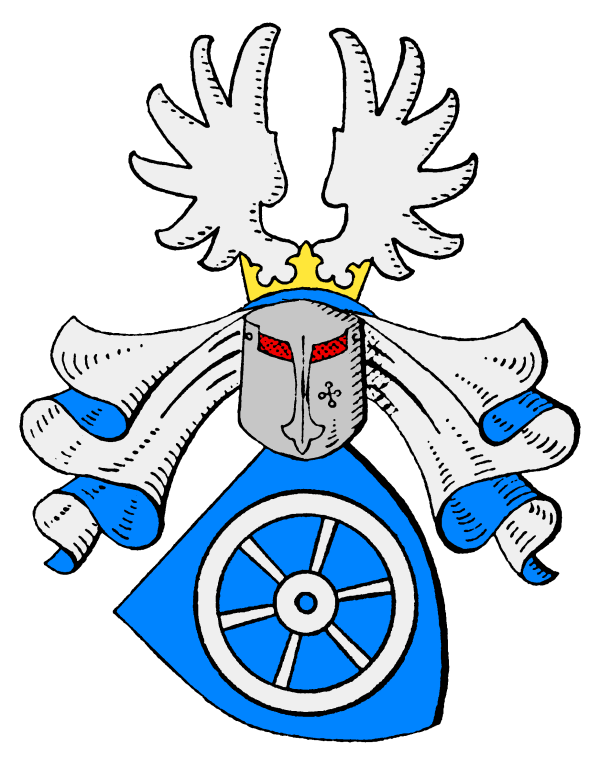
Erb pruského šlechtického rodu Wreech
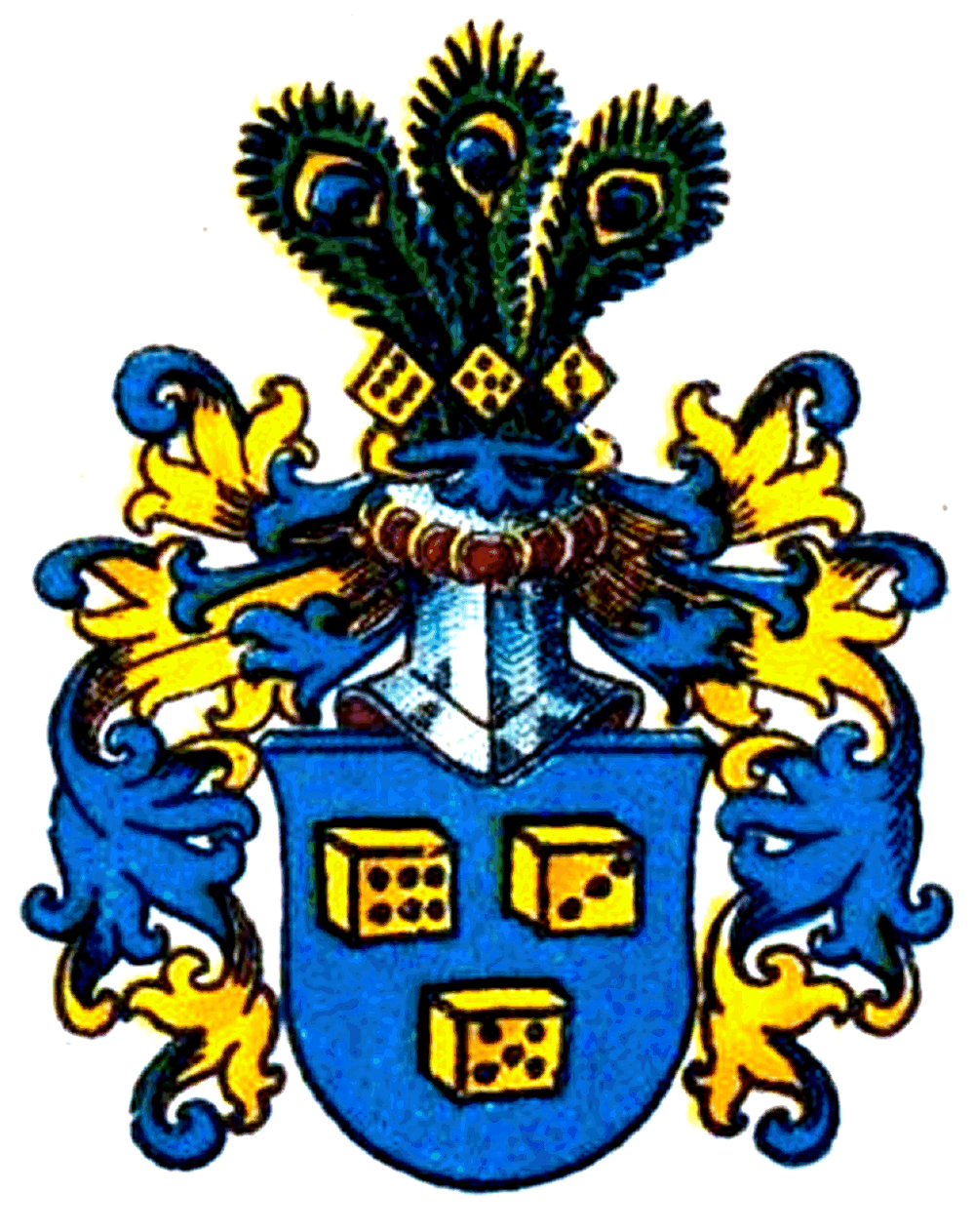
Erb rodu von Billerbeck
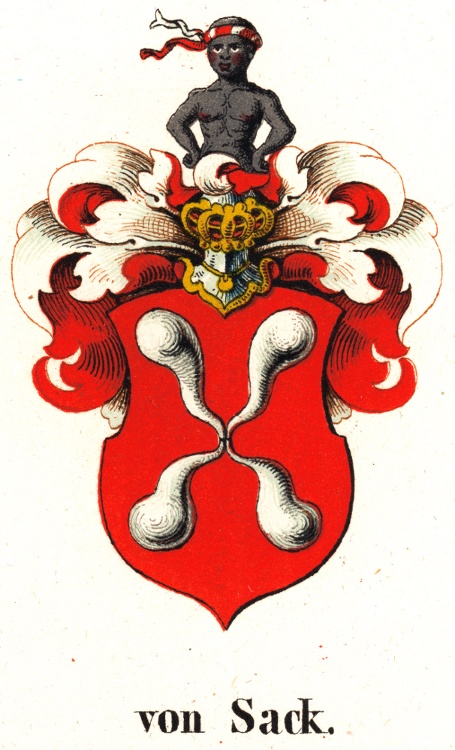
"Mluvící" erb saské větve slezsko-saského rodu von Sack
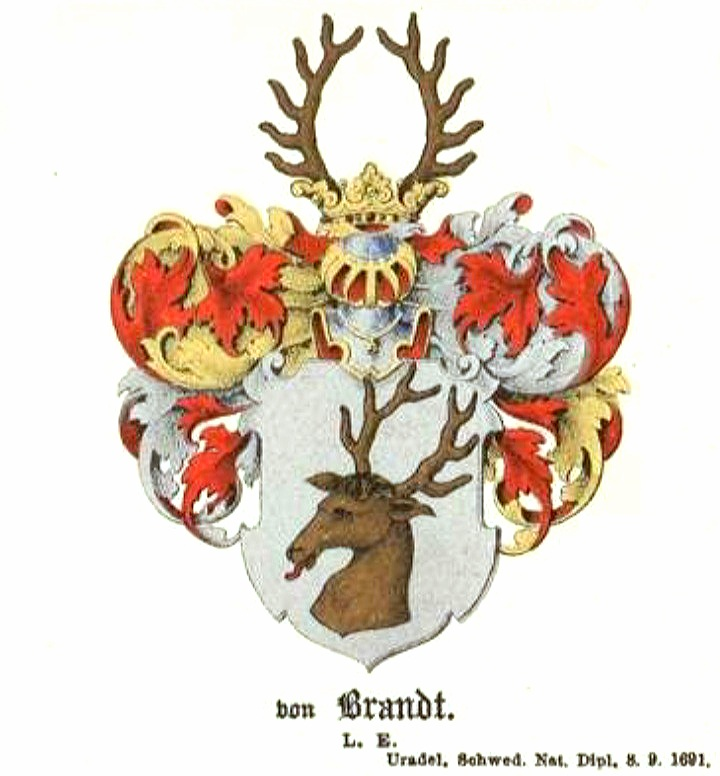
Erb severní větve rodu von Brandt
Znak gminy Strzelce Krajeńskie

## Obyvatelstvo
Historicky šlo o malou osadu nebo ves. Zahrnovala panské sídlo, několik statků a domky zemědělských a lesních dělníků. V posledních desetiletích převládají dočasní obyvatelé nad stálými.
| Rok  | Osob                                   |
| ---- | -------------------------------------- |
| 1718 | panská domácnost a 9 poddanských rodin |
| 1840 | 199                                    |
| 1858 | 194                                    |
| 1871 | 78                                     |
| 1925 | 212 v 57 domech, výhradně protestanti  |
| 1933 | 166                                    |
| 1939 | 148                                    |
| 2008 | 60                                     |
| 2011 | 61                                     |
| 2021 | 93                                     |

## Doprava
Místo leží při státní silnici č. 22 z Gorzówa Wielkopolského na Gdańsk, napojení na rychlostní silniční síť je cca 40 km vzdáleným nájezdem na S3 u Gorzówa. Nejbližší železniční stanice je Dobiegniew na trati Poznaň – Štětín, obsluhovaná i vlaky InterCity. Místní zastávka autobusové linky PKS Strzelce Kr. – Dobiegniew je využívána sporými, převážně školními spoji.

## Hospodářství
V obci byl před válkou hospodářský dvůr a škrobárna, pro lokální potřebu se zpracovávalo dřevo. Obyvatelé se živili převážně zemědělstvím a lesními pracemi. Z polohy na hlavní trase mezi Berlínem a Královcem místo ekonomicky mnoho nevytěžilo, bylo ale díky dobré dostupnosti už ve 30. letech 20. století vyhledávaným výletním cílem, z čehož prosperoval místní hostinec a hotel „Freischütz“ poblíž jezera Liebsee (Lipie).
Dnes[kdy?] je místo oblíbeným letoviskem, především díky okolním lesům a jezerům. Kromě soukromých objektů je k dispozici rekreační středisko s písečnou pláží, parkovištěm a přístavem pro rekreační plavidla, hotel, prázdninová osada a letní tábořiště. Malá gastronomie a obchody jsou otevřeny během letní sezóny.

## Školství, sport, kultura
Základní a střední školy jsou v Strzelcích Krajeńskich, případně v Dobiegniewě. Sportovní vyžití nabízí areál Ośrodek kolonijny sportowo-wypoczynkowy ve vsi a areál při jezeře Lipie. Od roku 2016 se v Długie konal festival Disco Long, v zimě lyžařské závody přeboru vojvodství.

## Pamětihodnosti

### Panský statek
Zámeček-úřednický dům byl v roce 1945 zničen a následně zbořen a samotné panství bylo znárodněno. Z původní zemědělské usedlosti se do dnešních dnů dochovaly dvě budovy. Jedna z nich, budova sýpky, se nachází v areálu farmy, na jeho východní straně uzavírá čtyřboký hospodářský dvůr. Jde o objekt postavený ve 20. letech 19. století v klasicistním stylu. Stavebníkem byl Adolf Ernst von Brand nebo jeho nástupce. Sýpka z lomového kamene a cihel má neomítnuté zdi, je postavena na protáhlém obdélníkovém půdorysu a kryta sedlovou valbovou střechou. K usedlosti u jezera Długie přiléhal park, ohrazený kamenou zdí, přecházející do volné krajiny.

### Kostel
Dřevěný protestantský filiální kostel byl vybudován kolem roku 1800 a spravován lauchstädtskou farností. V 19. století vykonával patronát nad kostelem majitel panství. V roce 1945 byl poškozen a zbořen, zachovaly se jen zvony. Ve vsi je prozatímní katolická kaple.

### Tvrz
Tvrziště v Długie, označovaná na německých mapách jako "Burwall", se nachází na morénovém kopci v severní části poloostrova na šíji mezi jezery Lipie a Słowa. Místo zřejmě bylo osídleno od pravěku. Předpokládá se, že na přelomu 13. a 14. století zde stával hrádek patřící rytířskému rodu von Bornstedt, který vlastnil okolní panství, včetně vesnic Długie, Ługi, Ogardy a Pielice. Výzkumné práce tu odhalily zlomky keramiky, kovové předměty a struskové sintry. Nálezy pocházejí z období od neolitu, přes lužickou kulturu a období římského vlivu až po přelom 13. a 14. století. Struskové aglomeráty dokazují, že zde existovalo centrum středověkého hutnictví a kovářství. Úlomky cihel a střešních tašek pak ukazují na raně středověkou zděnou stavbu.

### Jezera
Na území obce zasahují, kromě několika menších, tři velká jezera ledovcového původu, náležející do Dobiegniewské jezerní pánve. Z nich blízké Lipie má na jižním kraji širokou pláž a je zčásti využíváno jako rekreační. Jezera Długie a Słowa s příkrými břehy jsou hůře přístupná a zachovala si spíše přírodní charakter. Jezera s okolím spadají do chráněné oblasti Puszcza Drawska (Dráwská divočina), širšího okolí Drawenského národního parku.
| Jezero                         | Dołgie                                   | Lipie                                  | Słowa                                        |
| ------------------------------ | ---------------------------------------- | -------------------------------------- | -------------------------------------------- |
|                                |                                          | Jezioro Lipie                          | Jezioro Słowa                                |
| Starší jména                   | j.Dolgje, Dolgener See, Dolgen, j.Długie | j.Lipe, Große Lubow, Lieb See, Liebsee | Schlage See                                  |
| Typ                            | ledovcové                                | postglaciální příkopové                | ledovcové                                    |
| Výška hladiny                  | 54,9 m nad mořem                         | 51,9-52,7 m nad mořem                  | 52,0-52,7 m nad mořem                        |
| Ostrovy                        | —                                        | 1                                      | —                                            |
| Rozloha                        | 24,2 ha                                  | 172,5–174 ha                           | 57,5–62,1 ha                                 |
| Největší rozměry délka / šířka | asi 1100 m / 200 m                       | 2700 m / 1620 m                        | 1300 m / 850 m                               |
| Hloubka střední / maximální    | 4,5 m / 9,8 m                            | 12,7 m / 42 m                          | 14,7 m / 31,7 m                              |
| Délka pobřežní čáry            | asi 2850 m                               | 9755 m                                 | 4350 m                                       |
| Objem                          | 1,09 mil. m³                             | 22,20 mil. m³                          | 9,14 mil.m³                                  |
| Přítoky / Odtoky               | —                                        | 1, z j. Kokienko / 1, do j. Słowa      | 2, z j. Lipie a j. Brodzisz / 1, do j. Osiek |